# Altajosoma kemerovo
Altajosoma kemerovo är en mångfotingart som först beskrevs av Shear 1990.  Altajosoma kemerovo ingår i släktet Altajosoma och familjen Diplomaragnidae. Inga underarter finns listade i Catalogue of Life.